# Peter Waage

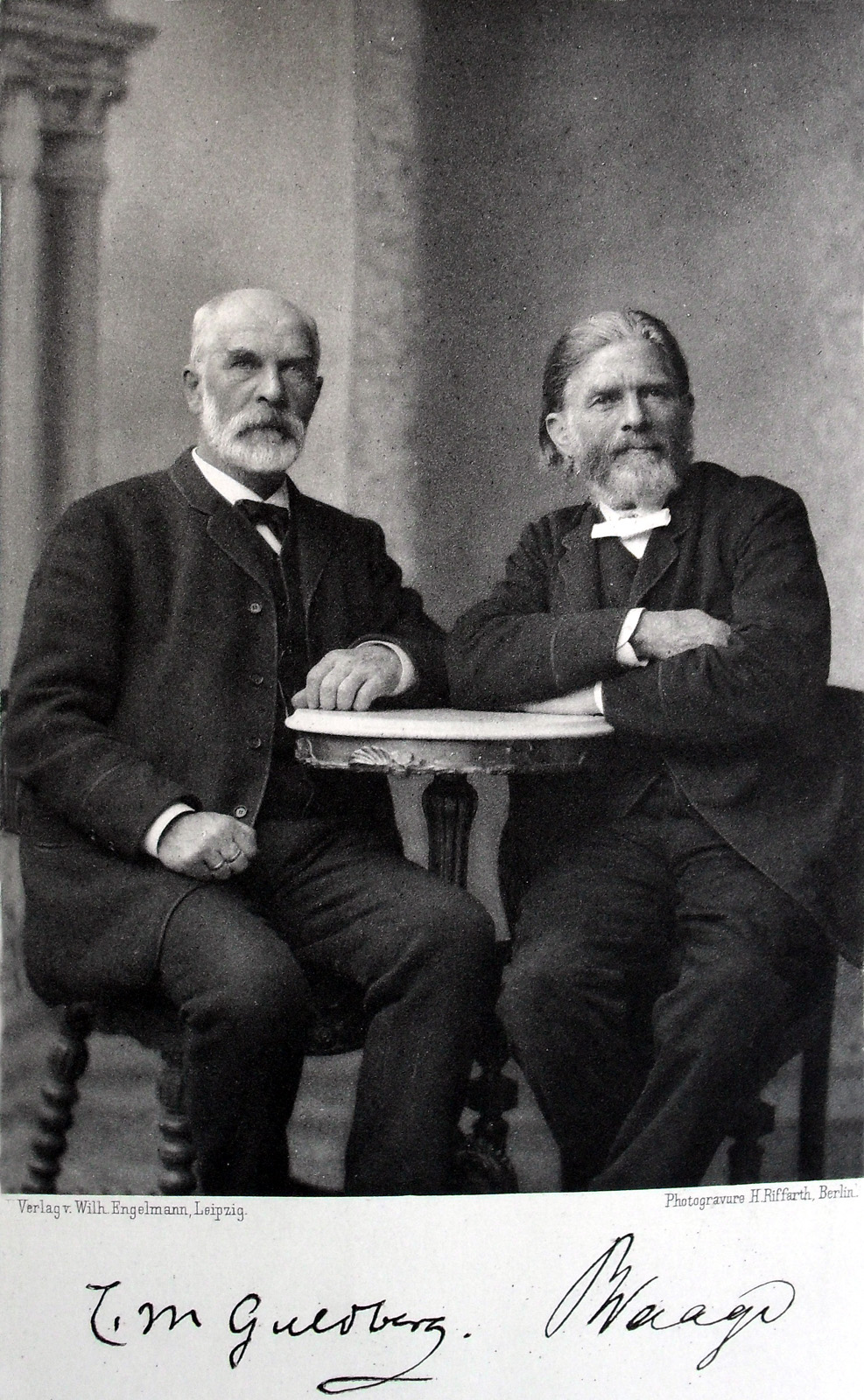
Cato Maximilian Guldberg (links) und Peter Waage im Jahr 1891

Peter Waage (* 29. Juni 1833 in Flekkefjord (Norwegen); † 13. Januar 1900 in Kristiania, heute Oslo) war ein norwegischer Chemiker.
Peter Waage arbeitete seit 1862 als Professor für Chemie in Christiania. Zusammen mit seinem Schwager Cato Maximilian Guldberg leitete er von 1864 bis 1867 aus thermodynamischen Untersuchungen chemischer Reaktionen das Massenwirkungsgesetz („Gesetz der chemischen Massenwirkung“) ab und führte darin den Begriff der Gleichgewichtskonstanten ein. Weiterhin konstruierte er ein Ebulliometer zur Bestimmung des Alkoholgehalts in Bier.

## Werke
- Omrids af krystallografien. Med et tillæg, indeholdende de vigtigste Stoffers Krystalformer (mit Henrik Mohn, 1859)
- Theorie der sauerstoffhaltigen Säureradikale (1859)
- Lehrgang der qualitativen chemischen Analyse (1866)
- mit Guldberg: Untersuchungen über die chemischen Affinitäten (1864, 1867, 1879). Übersetzt und herausgegeben von Richard Abegg. Ostwalds Klassiker 104, Leipzig 1899, Archive
  - Darin: Studien über die Affinität I (Norwegisch), Forhandlinger i Videnskabs-Selskabet i Christiania 1864, ´Études sur les affinités chimique, Christiania (Oslo) 1867, Über die chemische Affinität, Erdmanns Journal für Praktische Chemie, Band 127, 1879, S. 69–114 (gleichzeitig in Norwegisch in den Forh. Vid. Selsk 1879 erschienen)